# Алинский, Саул
Саул Давид Алинский (Сол Алински, англ. Saul David Alinsky; 30 января 1909, Чикаго, Иллинойс — 12 июня 1972, Кармел, Калифорния) — американский общественный деятель, чьи идеи повлияли на организационные формы и методы «новых левых» и контркультуры 1960—1970-х годов. Автор знаменитой книги 1971 года «Правила для радикалов» (Rules for Radicals).
Сын бедных еврейских эмигрантов из России, он почти 40 лет занимался активной общественной деятельностью, официальной целью которой было улучшение жизни бедных. Существует мнение, что его деятельность существенно повлияла на американскую демократию. За время своей деятельности он создал целостную методику эффективного влияния на общество через информацию и общественные акции. Тезисы этой методики изложены в его книге «Правила для радикалов», писать которую он начал в тюрьме.
Алинский — основатель теории «третьего пути», лежащей в основе современной организации сообщества. Распространением его идей занимается созданный им фонд Industrial Areas Foundation, подготовку в филиалах которого прошли многие из видных современных политических и общественных деятелей, в том числе Хилари Клинтон (в девичестве Родэм) и Барак Обама.

## Биография
Алинский родился в Чикаго, шт. Иллинойс в 1909 г., в семье еврейских иммигрантов из России Бенджамина Алинского и его второй жены Сары Танненбаум. Саул был их не единственным ребёнком, но единственным оставшимся в живых — все остальные умерли в младенчестве. По словам самого Алинского его родители никогда не участвовали в социальных движениях, а были строгими ортодоксами, вся жизнь которых вращалась вокруг семьи, работы и синагоги.
До 12 лет он рос в согласии с ортодоксальными традициями семьи, когда вдруг, начал опасаться, что его заставят стать раввином, чего он остро не хотел. Под влиянием этих страхов, его религиозность сильно ослабла, хотя позже он всегда подчеркивал, что является истинным иудеем.
Алинский получил высшее образование в Чикагском университете на факультете археологии, которую очень любил. Но из за продолжающейся Великой депрессии он отказался от мысли стать профессиональным археологом. По этому поводу он однажды сказал: «Археологи были востребованы тогда примерно так же, как лошади и детские коляски».
После двух лет аспирантуры, он оставил науку и устроился в Иллинойсе на работу криминалистом. Параллельно, он начал подрабатывать в «Конгрессе производственных профсоюзов» (CIO).
Во время Великой Депрессии Саул Алинский работал с несовершеннолетними правонарушителями и в тюрьме Джолиет en:Joliet Correctional Center. Это был удручающий опыт, как потом признавался политик, зато он уяснил для себя важную вещь. Преступности способствует не плохая генетика, а плохие жилищные условия, расовая дискриминация и безработица.

## Популярность в России
В России Саул Алинский был практически неизвестен до выхода в свет первого русскоязычного перевода его «Правил для радикалов». Книга вышла в издательстве «Напильник» в 2024. Перевод подготовлен командой проекта «Альтернативные левые». Научным и литературным редактором перевода выступила Алла Войская, политолог и литературный критик, главный редактор журнала altleft.org.
Кроме того, за год до выпуска книги на YouTube-канале альтернативных левых вышел ролик за авторством политолога Аллы Войской о Сауле Алинском. На этом же канале 25 августа 2024 года вышел подкаст редактора altleft.org Ивана Маркова и политолога-американиста Яна Веселова о Сауле Алинском, его наследии, критике его методов и влиянии на выборы президента США в 2024 году, в которых за президентское кресло боролись Камала Харрис и Дональд Трамп.

## Сочинения
- Правила для радикалов = Rules for Radicals[англ.]. — М: Издательский кооператив «Напильник», 2024.